# 864 до н. е.

## Події
Після смерті Діогнета царем Афін став його син Ферекл.

### Астрономічні явища
- 23 травня. Кільцеподібне сонячне затемнення.[1]
- 17 листопада. Повне сонячне затемнення.[1]